# نادي ديجرفورس
نادي ديجرفورس (بالسويدية: Degerfors IF) هو نادي كرة قدم سويدي يقع في دغرفوش. تأسس النادي في 13 يناير 1907، ويلعب حاليًا في أعلى مستوى في كرة القدم السويدية، الدوري السويدي الممتاز.
النادي تابع لاتحاد فارملاند لكرة القدم.

## وصلات خارجية
- نادي ديجرفورس –الموقع الرسمي (بالسويدية)

- فولكانيرنا – موقع نادي الداعم الرسمي (بالسويدية)

- نادي ديجرفورس جي – الموقع الرسمي لفريق الناشئين (بالسويدية)